# 武皇后 (莫憲宗)
武皇后（越南语：／，？—？），名字不詳，越南莫朝皇后，莫憲宗之妻。
武皇后早年事蹟不詳，但能確定她被莫憲宗莫福海立為皇后，後來莫宣宗莫福源即位時尊為皇太后，莫茂洽繼位後，再尊她為太皇太后，但她的去世時間則不詳。